# آرتریولواسکلروز

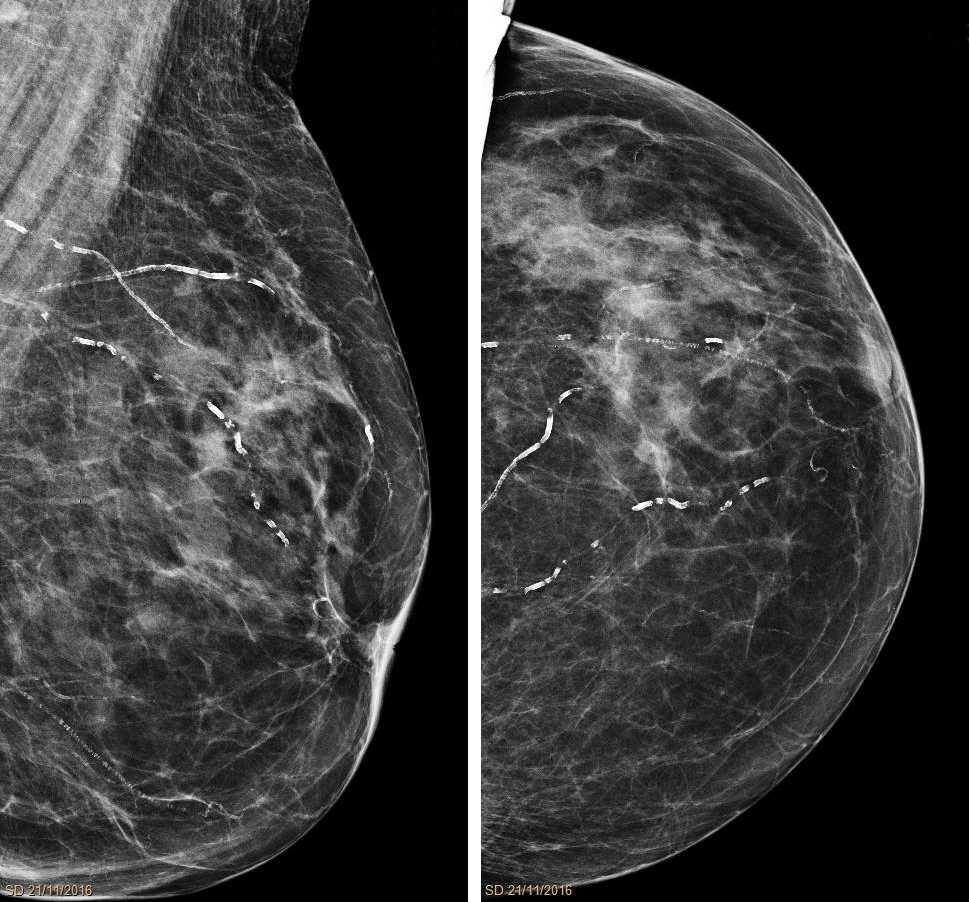
پستان راست یک بیمار ۹۴ ساله که چندین شریان کلسیفیه را نشان می‌دهد.

آرتریولواسکلروز یا آرتریولواسکلروز (به انگلیسی: Arteriolosclerosis)، به ایجاد سفتی در سرخرگچه‌ها تحت شرایطی گفته می‌شود. آرتریولواسکلروز شامل سخت شدن و از دست دادن خاصیت ارتجاعی سرخرگ‌های غیر شریانی است و اغلب با فشار خون بالا و دیابت همراه است.
سه وام واژه زیر اگرچه مشابه هستند، اما از نظر نوشتار و معنی در انگلیسی متفاوت هستند و فراوان اشتباه گرفته می‌شوند، حتی در متون انگلیسی و نیز در متون فارسی:
- آرتریوسکلروز: تصلب شریان‌های بزرگ و میانه است. (از یونانی arteria به معنای شریان).
- آرتریولواسکلروز: تصلب شریان‌های ریزتراست. (از لاتین arteriola به معنای سرخرگچه)
- آترواسکلروز: سخت شدن شریان به‌طور خاص به دلیل پلاک آتروماتوز است. (از یونانی Athero که نوعی حریره است).

## انواع

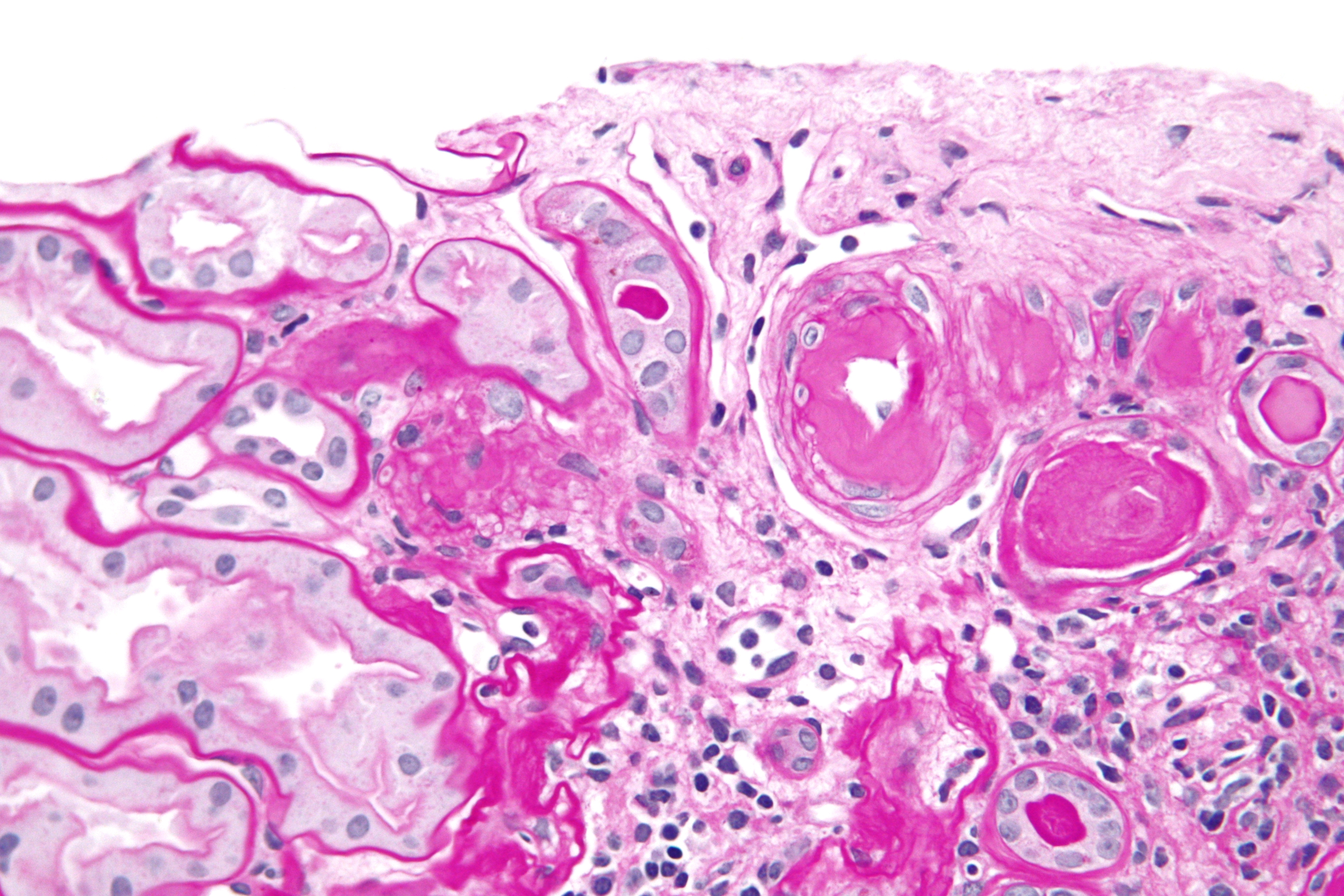
میکروگراف نشان دهنده آرتریولواسکلروز هیالین در کلیه

دو نوع آرتریولواسکلروز وجود دارد که عبارت است از:
- آرتریولواسکلروز شفاف
- آرتریولواسکلروز بیش‌رویشی

که هر دو با ضخیم شدن دیواره عروق و باریک شدن مجرای عبور خون درگیر هستند که ممکن است باعث کم‌رسیدن خون و آسیب اندامهای پایین دستی شود.

## آرتریولواسکلروز شفاف
آرتریولواسکلروز شفاف، به ضخیم شدن دیواره شریان‌ها توسط رسوباتی اطلاق می‌شود که در رنگ آمیزی معمول به صورت شفاف صورتی همگن ظاهر می‌شوند. این یک نوع آرتریولواسکلروز است که به ضخیم شدن دیواره شریان و بخشی از روند پیری اشاره دارد.

### همبستگی
این بیماری با افزایش سن، فشار خون بالا، دیابت، زوال عقل همراه است و ممکن است در پاسخ به برخی داروها (مهارکننده‌های کلسینورین) دیده شود.
اغلب در زمینه آسیب‌شناسی کلیه دیده می‌شود. در پرفشاری خون تنها شریان آوران تحت تأثیر قرار می‌گیرد، در حالی که در دیابت، شریان آوران و وابران هر دو تحت تأثیر قرار می‌گیرند. همچنین در شبکیه و مغز دیده می‌شود، که در آن آنفارکتوس شبکیه و انفارکتات کوچک مغز یا لکون ممکن است رخ دهد.

### علت
ضایعات منعکس کننده نشت اجزای پلاسما در سراسر اندوتلیوم عروقی و تولید بیش از حد ماتریکس خارج سلولی توسط سلول‌های عضلانی صاف، معمولاً ثانویه به فشار خون بالا هستند. آرتریولواسکلروز هیالین یک مشخصه مورفولوژیکی عمده نفرواسکلروز خوش‌خیم است که در آن تنگی شریانی باعث اختلال در خون رسانی کلیوی و از دست رفت نفرون می‌شود. باریک شدن لومن می‌تواند جریان خون کلیوی و در نتیجه میزان فیلتراسیون گلومرولی را کاهش دهد که منجر به افزایش ترشح رنین و چرخه تداومی با افزایش فشار خون و کاهش عملکرد کلیه می‌شود.
مغز عضو دیگری است که در آن آرتریولواسکلروز هیالین در بیماران مبتلا به فشار خون بالا پیش از موعد ایجاد می‌شود. این می‌تواند هر دو نوع سکته مغزی را ایجاد کند؛ آنفارکتوس ایسکمیک و خونریزی مغزی، زیرا عروق ممکن است مسدود یا شکسته شوند.

## آرتریولواسکلروز بیش‌رویشی
نوعی آرتریولواسکلروز است که یک مجرای باریک را درگیر می‌کند. اصطلاح «پوست پیاز» گاهی اوقات برای توصیف این شکل از رگ خونی به کار گرفته می‌شود زیرا رگ لایه سلولی عضله صاف متحدالمرکز ضخیم و غشای پایه ضخیم و تکراری. در پرفشاری خون بدخیم، این تغییرات بیش‌رویشی اغلب با مرگ فیبرینوئید درون‌لایه و میان‌لایه شریانی همراه است. این تغییرات بیشتر در کلیه‌ها مشاهده می‌شود و می‌تواند منجر به نارسایی خون و آسیب حاد کلیه شود. در مغز، یک حفره کوچک به نام لکون یک حفره ایسکمیک است که می‌تواند به دلیل نکروز مغز، به دلیل آرتریولواسکلروز ایجاد شود.